# NGC 7582
NGC 7582 este o galaxie situată în constelația Cocorul. A fost descoperită în 7 iulie 1826 de către James Dunlop. Se află la o distanță de 22,49 de megaparseci de Pământ.